# Golden Green
Golden Green är en ort i grevskapet Kent i sydöstra England. Orten ligger i distriktet Tonbridge and Malling och civil parishen Hadlow, cirka 5,5 kilometer nordost om Tonbridge. Tätorten (built-up area) hade 552 invånare vid folkräkningen år 2021.